# Усть-Нея
Усть-Не́я — село в Макарьевском районе Костромской области России. Входит в состав Усть-Нейского сельского поселения.

## География
Село находится в южной части Костромской области, в подзоне южной тайги, к западу от реки Нея, при автодороге 34К-143, на расстоянии приблизительно 7 км (по прямой) к юго-западу от города Макарьев, административного центра района.

### Климат
Климат характеризуется как умеренно континентальный, с умеренно холодной многоснежной зимой и коротким сравнительно тёплым летом. Средняя температура воздуха самого холодного месяца (января) — −12 °C; самого тёплого месяца (июля) — 18 °C . Безморозный период длится около 130 дней. Продолжительность периода активной вегетации растений (выше 10 °C) составляет примерно 110—140 дней. Годовое количество атмосферных осадков —около 600 мм, из которых большая часть выпадает в тёплый период. Снежный покров держится в течение 150—155 дней.

### Часовой пояс
Село Усть-Нея, как и вся Костромская область, находится в часовой зоне МСК (московское время). Смещение применяемого времени относительно UTC составляет +3:00.

## История
Волостной центр Усть-Нейской волости.
Погост Усть-Нейский был центром вотчины князя Юрия Андреевича Сицкого. Её пожаловал за его участие его в обороне Москвы от поляков царь Михаил Федорович в 1620 году. В 1630 году Усть-Нейскую вотчину князь Ю. А. Сицкий продал Макарьевскому монастырю, и в акте продажи записано: «…чтобы крестьяне той вотчины игумена слушали и пашни на монастырь их пахали и доходы им монастырские платили». На реке Аннице у деревни Селище монастырь построил мельницу для своих нужд. Усть-Нейской вотчиной монастырь владел до 1764 года, когда монастырские земли были взяты в казну, но некоторыми деревнями владели помещики. В деревне Селище было 13 душ крестьян, принадлежащих Е. С. Борноволкову.
В Усть-Нее был перевоз через Нею, за что взималась пошлина (мыт).

## Население
| 2008 | 2010 | 2014 |
| ---- | ---- | ---- |
| 5    | ↘3   | →3   |

### Национальный состав
Согласно результатам переписи 2002 года в деревне проживал один житель русской национальности.

## Инфраструктура
Личное подсобное хозяйство с зоной сельскохозяйственного использования, индивидуальная застройка усадебного типа.
Усть-Нейская средняя общеобразовательная школа.

## Достопримечательности, памятные места
«Воскресенская церковь однопрестольная и при ней Введенская».
Обе каменные, построенные тщанием прихожан: первая в 1796 г. и вторая в 1806 г. Колокольня каменная. Кладбище в ¼ версты от церкви.  

## Транспорт
Автобусное сообщение с райцентром. Остановка общественного транспорта «Усть-Нея».